# 루돌프 슬란스키

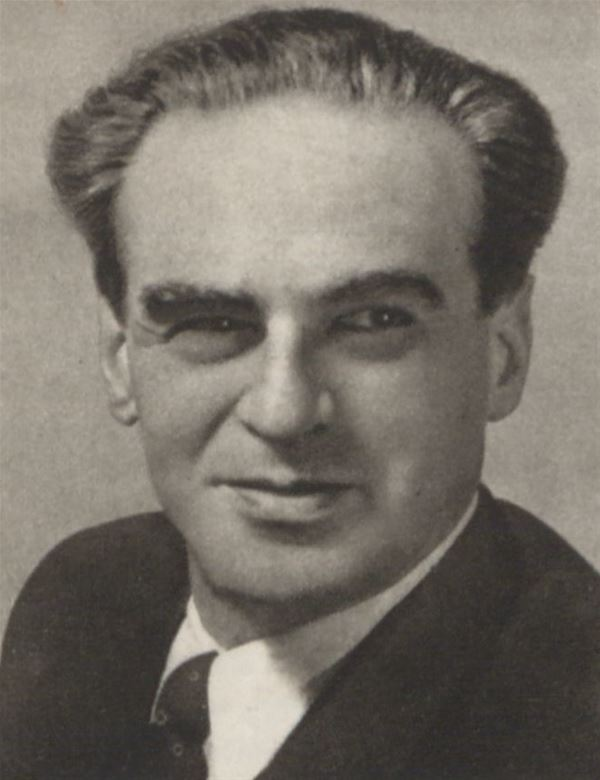
Rudolf Slansky(루돌프 슬란스키)

루돌프 슬란스키(Rudolf Slánský, 1901년 7월 31일~1952년 12월 3일)는 체코슬로바키아 사회주의 공화국의 정치인이다.
1. ↑  “체코슬로바키아 사회주의 공화국”. 2024년 6월 2일.